# Danh sách núi Đông Nam Á
Bảng dưới đây là danh sách núi ở Đông Nam Á.
| Số thứ tự | Tên núi                  | Chiều cao so với mặt biển | Thuộc quốc gia | Vị trí địa lí                         | Toạ độ                                               |
| --------- | ------------------------ | ------------------------- | -------------- | ------------------------------------- | ---------------------------------------------------- |
| 1         | Hkakabo Razi             | 5.881 m (19.295 ft)       | Myanmar        | Dãy núi Himalaya                      | 28°19′42″B 97°32′8″Đ / 28,32833°B 97,53556°Đ         |
| 2         | Gamlang Razi             | 5.870 m (19.259 ft)       | Myanmar        | Dãy núi Himalaya                      | 28°18′21,2″B 97°28′4,6″Đ / 28,3°B 97,46667°Đ         |
| 3         | Đỉnh 5710                | 5.710 m (18.734 ft)       | Myanmar        | Dãy núi Himalaya                      |                                                      |
| 4         | Dindaw Razi              | 5.464 m (17.927 ft)       | Myanmar        | Dãy núi Himalaya                      |                                                      |
| 5         | Tasudo Razi              | 5.140 m (16.864 ft)       | Myanmar        | Dãy núi Himalaya                      |                                                      |
| 6         | Tami Razi                | 5.101 m (16.736 ft)       | Myanmar        | Dãy núi Himalaya                      |                                                      |
| 7         | Sheankala Razi           | 5.000 m (16.404 ft)       | Myanmar        | Dãy núi Himalaya                      |                                                      |
| 8         | Romaing Razi             | 4.900 m (16.076 ft)       | Myanmar        | Dãy núi Himalaya                      |                                                      |
| 9         | Puncak Jaya              | 4.884 m (16.024 ft)       | Indonesia      | New Guinea                            | 04°04′44″N 137°9′30″Đ / 4,07889°N 137,15833°Đ        |
| 10        | Sumantri                 | 4.870 m (15.978 ft)       | Indonesia      | New Guinea                            | 4°03′43″N 137°11′6″Đ / 4,06194°N 137,185°Đ           |
| 11        | Ngga Pulu                | 4.862 m (15.951 ft)       | Indonesia      | New Guinea                            | 4°3′59″N 137°11′16″Đ / 4,06639°N 137,18778°Đ         |
| 12        | Carstensz East           | 4.820 m (15.814 ft)       | Indonesia      | New Guinea                            | 4°05′0″N 137°17′22″Đ / 4,08333°N 137,28944°Đ         |
| 13        | Đỉnh 4764                | 4.764 m (15.630 ft)       | Myanmar        | Dãy núi Himalaya                      |                                                      |
| 14        | Puncak Mandala           | 4.760 m (15.617 ft)       | Indonesia      | New Guinea                            | 4°42′31″N 140°17′21″Đ / 4,70861°N 140,28917°Đ        |
| 15        | Puncak Trikora           | 4.750 m (15.584 ft)       | Indonesia      | New Guinea                            | 4°15′44″N 138°40′54″Đ / 4,26222°N 138,68167°Đ        |
| 16        | Ngga Pilimsit            | 4.717 m (15.476 ft)       | Indonesia      | New Guinea                            | 4°02′8″N 137°03′33″Đ / 4,03556°N 137,05917°Đ         |
| 17        | Kazi Razi                | 4.656 m (15.276 ft)       | Myanmar        | Dãy núi Himalaya                      |                                                      |
| 18        | Madoi Razi               | 4.616 m (15.144 ft)       | Myanmar        | Dãy núi Himalaya                      |                                                      |
| 19        | Đỉnh 4547                | 4.547 m (14.918 ft)       | Myanmar        | Dãy núi Himalaya                      |                                                      |
| 20        | Núi Yamin                | 4.541 m (14.898 ft)       | Indonesia      | New Guinea                            | 4°40′59″N 140°04′52″Đ / 4,68306°N 140,08111°Đ        |
| 21        | Núi Speelman             | 4.540 m (14.895 ft)       | Indonesia      | New Guinea                            |                                                      |
| 22        | Masinsang Razi           | 4.512 m (14.803 ft)       | Myanmar        | Dãy núi Himalaya                      |                                                      |
| 23        | J. P. Coen Peak          | 4.500 m (14.764 ft)       | Indonesia      | New Guinea                            |                                                      |
| 24        | Valentiyn Peak           | 4.453 m (14.610 ft)       | Indonesia      | New Guinea                            |                                                      |
| 25        | Đỉnh 4410                | 4.410 m (14.469 ft)       | Myanmar        | Dãy núi Himalaya                      |                                                      |
| 26        | Khambi Madin             | 4.405 m (14.452 ft)       | Myanmar        | Dãy núi Himalaya                      |                                                      |
| 27        | Phangran Razi            | 4.328 m (14.199 ft)       | Myanmar Ấn Độ  | Dãy núi Himalaya                      | 27°37′19″B 96°54′50″Đ / 27,62194°B 96,91389°Đ        |
| 28        | Phonyin Razi             | 4.282 m (14.049 ft)       | Myanmar Ấn Độ  | Dãy núi Himalaya                      |                                                      |
| 29        | Núi Kinabalu             | 4.095 m (13.435 ft)       | Malaysia       | Borneo                                | 06°04′30″B 116°33′31″Đ / 6,075°B 116,55861°Đ         |
| 30        | Ngga Nggulumbulu         | 4.061 m (13.323 ft)       | Indonesia      | New Guinea                            |                                                      |
| 31        | Núi Antares              | 3.970 m (13.025 ft)       | Indonesia      | New Guinea                            | 5°N 141°Đ / 5°N 141°Đ                                |
| 32        | Angemuk                  | 3.949 m (12.956 ft)       | Indonesia      | New Guinea                            |                                                      |
| 33        | Núi Saramati             | 3.841 m (12.602 ft)       | Myanmar Ấn Độ  | Dãy núi Himalaya                      | 25°44′24″B 95°2′15″Đ / 25,74°B 95,0375°Đ             |
| 34        | Núi Kerinci              | 3.805 m (12.484 ft)       | Indonesia      | Sumatra                               | 1°41′48″N 101°15′56″Đ / 1,69667°N 101,26556°Đ        |
| 35        | Jumbul Ambera            | 3.785 m (12.418 ft)       | Indonesia      |                                       |                                                      |
| 36        | Núi Kobowre              | 3.750 m (12.303 ft)       | Indonesia      |                                       |                                                      |
| 37        | Núi Rinjani              | 3.727 m (12.228 ft)       | Indonesia      | Lombok                                | 8°24′52″N 116°27′35″Đ / 8,41444°N 116,45972°Đ        |
| 38        | Núi Semeru               | 3.677 m (12.064 ft)       | Indonesia      | Java                                  | 08°06′28″N 112°55′19″Đ / 8,10778°N 112,92194°Đ       |
| 39        | Hkaru Bum                | 3.657 m (11.998 ft)       | Myanmar        | Dãy núi Himalaya                      | 27°8′45″B 98°9′1″Đ / 27,14583°B 98,15028°Đ           |
| 40        | Phongan Razi             | 3.606 m (11.831 ft)       | Myanmar Ấn Độ  |                                       |                                                      |
| *         | Núi Rantemario           | 3.478 m (11.411 ft)       | Indonesia      | Sulawesi                              | 3°23′6″N 120°01′27″Đ / 3,385°N 120,02417°Đ           |
| *         | Núi Leuser               | 3.466 m (11.371 ft)       | Indonesia      | Sumatra                               | 3°44′29″B 97°9′18″Đ / 3,74139°B 97,155°Đ             |
| *         | Núi Slamet               | 3.432 m (11.260 ft)       | Indonesia      | Java                                  | 7°14′21″N 109°13′12″Đ / 7,23917°N 109,22°Đ           |
| *         | Bumhpa Bum               | 3.411 m (11.191 ft)       | Myanmar        | Dãy núi Kachin                        | 26°41′0″B 97°14′0″Đ / 26,68333°B 97,23333°Đ          |
| *         | Núi Sumbing              | 3.371 m (11.060 ft)       | Indonesia      | Java                                  | 7°23′6″N 110°04′21″Đ / 7,385°N 110,0725°Đ            |
| *         | Núi Arjuno               | 3.339 m (10.955 ft)       | Indonesia      | Java                                  | 07°45′52″N 112°35′22″Đ / 7,76444°N 112,58944°Đ       |
| *         | Núi Raung                | 3.332 m (10.932 ft)       | Indonesia      | Java                                  | 8°07′30″N 114°02′30″Đ / 8,125°N 114,04167°Đ          |
| *         | Núi Lawu                 | 3.265 m (10.712 ft)       | Indonesia      | Java                                  | 07°37′30″N 111°11′30″Đ / 7,625°N 111,19167°Đ         |
| *         | Mount Lonkrumadin        | 3.185 m (10.449 ft)       | Myanmar        |                                       |                                                      |
| *         | Núi Dempo                | 3.173 m (10.410 ft)       | Indonesia      | Sumatra                               | 4°00′57″N 103°07′42″Đ / 4,01583°N 103,12833°Đ        |
| *         | Núi Welirang             | 3.156 m (10.354 ft)       | Indonesia      | Java                                  | 07°45′52″N 112°35′22″Đ / 7,76444°N 112,58944°Đ       |
| *         | Fansipan                 | 3.147 m (10.325 ft)       | Việt Nam       | Dãy núi Hoàng Liên Sơn                | 22°18′12″B 103°46′30″Đ / 22,30333°B 103,775°Đ        |
| *         | Núi Merbabu              | 3.145 m (10.318 ft)       | Indonesia      | Java                                  | 07°27′18″N 110°26′24″Đ / 7,455°N 110,44°Đ            |
| *         | Núi Sindoro              | 3.136 m (10.289 ft)       | Indonesia      | Java                                  | 7°18′2,91″N 109°59′46,34″Đ / 7,3°N 109,98333°Đ       |
| *         | Núi Leuser II            | 3.119 m (10.233 ft)       | Indonesia      |                                       |                                                      |
| *         | Mol Len                  | 3.088 m (10.131 ft)       | Myanmar        |                                       |                                                      |
| *         | Iyang-Argapura           | 3.088 m (10.131 ft)       | Indonesia      |                                       |                                                      |
| *         | Phu Si Lùng              | 3.083 m (10.115 ft)       | Việt Nam       | Dãy núi Phu Si Lùng                   | 22°38′B 102°47′Đ / 22,633°B 102,783°Đ                |
| *         | Mount Cereme             | 3.078 m (10.098 ft)       | Indonesia      |                                       |                                                      |
| *         | Mount Gandang Dewata     | 3.074 m (10.085 ft)       | Indonesia      |                                       |                                                      |
| *         | Nat Ma Taung             | 3.070 m (10.072 ft)       | Myanmar        | Dãy núi Chin                          | 21°14′1,7″B 93°54′9″Đ / 21,23333°B 93,9025°Đ         |
| *         | Pu Ta Leng               | 3.050 m (10.007 ft)       | Việt Nam       | Dãy núi Hoàng Liên Sơn                |                                                      |
| *         | Ky Quan San              | 3.046 m (9.993 ft)        | Việt Nam       | Dãy núi Hoàng Liên Sơn                |                                                      |
| *         | Núi Agung                | 3.031 m (9.944 ft)        | Indonesia      | Bali                                  | 8°20′27″N 115°30′12″Đ / 8,34083°N 115,50333°Đ        |
| *         | Fuyul Sojol              | 3.030 m (9.941 ft)        | Indonesia      |                                       |                                                      |
| *         | Núi Binaiya              | 3.027 m (9.931 ft)        | Indonesia      | Seram                                 | 3°10′24″N 129°27′18″Đ / 3,17333°N 129,455°Đ          |
| *         | Mount Pangrango          | 3.019 m (9.905 ft)        | Indonesia      |                                       |                                                      |
| *         | Buyu Balease             | 3.016 m (9.895 ft)        | Indonesia      | Sulawesi                              | 2°24′24,8″N 120°32′31,6″Đ / 2,4°N 120,53333°Đ        |
| *         | Khang Su Văn             | 3.012 m (9.882 ft)        | Việt Nam       | Dãy núi Hoàng Liên Sơn                |                                                      |
| *         | Tả Liên Sơn              | 2.996 m (9.829 ft)        | Việt Nam       | Dãy núi Hoàng Liên Sơn                |                                                      |
| *         | Núi Phu Luông            | 2.986 m (9.797 ft)        | Việt Nam       | Dãy núi Hoàng Liên Sơn                | 21°34′15″B 104°18′24″Đ / 21,57083°B 104,30667°Đ      |
| *         | Tatamailau               | 2.986 m (9.797 ft)        | Đông Timor     | Timor                                 | 8°54′24″N 125°29′36″Đ / 8,90667°N 125,49333°Đ        |
| *         | Pờ Ma Lung               | 2.967 m (9.734 ft)        | Việt Nam       | Dãy núi Hoàng Liên Sơn                |                                                      |
| *         | Nhìu Cồ San              | 2.965 m (9.728 ft)        | Việt Nam       | Dãy núi Hoàng Liên Sơn                |                                                      |
| *         | Núi Arfak                | 2.955 m (9.695 ft)        | Indonesia      |                                       |                                                      |
| *         | Núi Apo                  | 2.954 m (9.692 ft)        | Philippines    | Mindanao                              | 6°59′15″B 125°16′15″Đ / 6,9875°B 125,27083°Đ         |
| *         | Núi Dulang-dulang        | 2.938 m (9.639 ft)        | Philippines    | Mindanao                              | 08°06′55″B 124°55′15″Đ / 8,11528°B 124,92083°Đ       |
| *         | Núi Merapi               | 2.930 m (9.613 ft)        | Indonesia      | Java                                  | 07°32′29″N 110°26′46″Đ / 7,54139°N 110,44611°Đ       |
| *         | Núi Pulag                | 2.922 m (9.587 ft)        | Philippines    | Luzon                                 | 16°35′0,86″B 120°53′0,93″Đ / 16,58333°B 120,88333°Đ  |
| *         | Chung Nhía Vũ            | 2.920 m (9.580 ft)        | Việt Nam       | Dãy núi Hoàng Liên Sơn                |                                                      |
| *         | Núi Talakmau             | 2.919 m (9.577 ft)        | Indonesia      | Sumatra                               | 0°4′45″B 99°59′0″Đ / 0,07917°B 99,98333°Đ            |
| *         | Lùng Cúng                | 2.913 m (9.557 ft)        | Việt Nam       | Dãy núi Hoàng Liên Sơn                |                                                      |
| *         | Núi Kitanglad            | 2.900 m (9.514 ft)        | Philippines    | Mindanao                              | 8°8′34″B 124°54′45″Đ / 8,14278°B 124,9125°Đ          |
| *         | Núi Marapi               | 2.891 m (9.485 ft)        | Indonesia      | Sumatra                               | 00°22′51,59″N 100°28′22,79″Đ / 0,36667°N 100,46667°Đ |
| *         | Geureudong               | 2.885 m (9.465 ft)        | Indonesia      |                                       |                                                      |
| *         | Núi Kalatungan           | 2.880 m (9.449 ft)        | Philippines    |                                       |                                                      |
| *         | Núi Singgalang           | 2.877 m (9.439 ft)        | Indonesia      |                                       |                                                      |
| *         | Moncong Lompobatang      | 2.874 m (9.429 ft)        | Indonesia      |                                       |                                                      |
| *         | Bulu Kandela             | 2.870 m (9.416 ft)        | Indonesia      |                                       |                                                      |
| *         | Mount Butak              | 2.868 m (9.409 ft)        | Indonesia      |                                       |                                                      |
| *         | Ngũ Chỉ Sơn              | 2.858 m (9.377 ft)        | Việt Nam       | Dãy núi Hoàng Liên Sơn                |                                                      |
| *         | Núi Tambora              | 2.850 m (9.350 ft)        | Indonesia      | Quần đảo Sunda Nhỏ                    | 8°15′N 118°0′Đ / 8,25°N 118°Đ                        |
| *         | Núi Patah                | 2.850 m (9.350 ft)        | Indonesia      |                                       |                                                      |
| *         | Phou Bia                 | 2.819 m (9.249 ft)        | Lào            | Dãy núi Trường Sơn                    | 18°58′54″B 103°09′7″Đ / 18,98167°B 103,15194°Đ       |
| *         | Núi Pungongesong         | 2.819 m (9.249 ft)        | Indonesia      |                                       |                                                      |
| *         | Núi Ragang               | 2.815 m (9.236 ft)        | Philippines    |                                       |                                                      |
| *         | Peuët Sagoë              | 2.801 m (9.190 ft)        | Indonesia      |                                       |                                                      |
| *         | Ijen                     | 2.800 m (9.186 ft)        | Indonesia      | Java                                  | 8°03′29″N 114°14′31″Đ / 8,058°N 114,242°Đ            |
| *         | Mount Tujuh              | 2.732 m (8.963 ft)        | Indonesia      |                                       |                                                      |
| *         | Phu Xai Lai Leng         | 2.720 m (8.924 ft)        | Lào Việt Nam   | Dãy núi Trường Sơn                    | 19°12′B 104°11′Đ / 19,2°B 104,183°Đ                  |
| *         | Kennedy Peak             | 2.703 m (8.868 ft)        | Myanmar        |                                       |                                                      |
| *         | Mount Kapalatmada        | 2.700 m (8.858 ft)        | Indonesia      |                                       |                                                      |
| *         | Sangpang Bum             | 2.692 m (8.832 ft)        | Myanmar        |                                       |                                                      |
| *         | Loi Leng                 | 2.673 m (8.770 ft)        | Myanmar        |                                       |                                                      |
| *         | Mount Tagubud            | 2.670 m (8.760 ft)        | Philippines    |                                       |                                                      |
| *         | Mount Papandayan         | 2.665 m (8.743 ft)        | Indonesia      |                                       |                                                      |
| *         | Cú Nhù San               | 2.662 m (8.734 ft)        | Việt Nam       | Dãy núi Hoàng Liên Sơn                |                                                      |
| *         | Mount Mekongga           | 2.650 m (8.694 ft)        | Indonesia      |                                       |                                                      |
| *         | Mount Trusmadi           | 2.643 m (8.671 ft)        | Malaysia       |                                       |                                                      |
| *         | Mong Ling Shan           | 2.641 m (8.665 ft)        | Myanmar        |                                       |                                                      |
| *         | Nattaung                 | 2.623 m (8.606 ft)        | Myanmar        |                                       |                                                      |
| *         | Núi Ngọc Linh            | 2.605 m (8.547 ft)        | Vietnam        | Dãy núi Trường Sơn                    | 15°04′0″B 107°59′0″Đ / 15,06667°B 107,98333°Đ        |
| *         | Mount Talang             | 2.597 m (8.520 ft)        | Indonesia      |                                       |                                                      |
| *         | Mount Halcon             | 2.586 m (8.484 ft)        | Philippines    |                                       |                                                      |
| *         | Mount Tambuyukon         | 2.579 m (8.461 ft)        | Malaysia       |                                       |                                                      |
| *         | Doi Inthanon             | 2.565 m (8.415 ft)        | Thái Lan       |                                       |                                                      |
| *         | Loi Pangnao              | 2.563 m (8.409 ft)        | Myanmar        |                                       |                                                      |
| *         | Mount Balatukan          | 2.560 m (8.399 ft)        | Philippines    |                                       |                                                      |
| *         | Mount Mangabon           | 2,510 m (8,235 ft)        | Philippines    |                                       |                                                      |
| *         | Bon Irau                 | 2.501 m (8.205 ft)        | Indonesia      |                                       |                                                      |
| *         | Mount Baco               | 2.488 m (8.163 ft)        | Philippines    |                                       |                                                      |
| *         | Bukit Daun               | 2.467 m (8.094 ft)        | Indonesia      |                                       |                                                      |
| *         | Mount Kanlaon            | 2.465 m (8.087 ft)        | Philippines    |                                       |                                                      |
| *         | Mount Mayon              | 2.463 m (8.081 ft)        | Philippines    |                                       |                                                      |
| *         | Mount Sinabung           | 2.460 m (8.071 ft)        | Indonesia      |                                       |                                                      |
| *         | Chư Yang Sin             | 2.442 m (8.012 ft)        | Việt Nam       | Dãy núi Trường Sơn                    |                                                      |
| *         | Tây Côn Lĩnh             | 2.428 m (7.966 ft)        | Việt Nam       | Tây Côn Lĩnh (thượng nguồn sông Chảy) |                                                      |
| *         | Mount Mutis              | 2.427 m (7.963 ft)        | Indonesia      |                                       |                                                      |
| *         | Mount Murud              | 2.423 m (7.949 ft)        | Malaysia       |                                       |                                                      |
| *         | Mount Malindang          | 2.404 m (7.887 ft)        | Philippines    |                                       |                                                      |
| *         | Núi Chiêu Lầu Thi        | 2.402 m (7.881 ft)        | Vietnam        | Tây Côn Lĩnh (thượng nguồn sông Chảy) |                                                      |
| *         | Mount Mulu               | 2.376 m (7.795 ft)        | Malaysia       |                                       |                                                      |
| *         | Matebian                 | 2.372 m (7.782 ft)        | Đông Timor     |                                       |                                                      |
| *         | Poco Mandasawu (Ranakah) | 2.370 m (7.776 ft)        | Indonesia      |                                       |                                                      |
| *         | Mount Bromo              | 2.329 m (7.641 ft)        | Indonesia      |                                       |                                                      |
| *         | Bukit Raya               | 2.300 m (7.546 ft)        | Indonesia      |                                       |                                                      |
| *         | Mount Matutum            | 2.286 m (7.500 ft)        | Philippines    |                                       |                                                      |
| *         | Doi Pha Hom Pok          | 2.285 m (7.497 ft)        | Thái Lan       |                                       |                                                      |
| *         | Mount Sibayak            | 2.212 m (7.257 ft)        | Indonesia      |                                       |                                                      |
| *         | Mount Salak              | 2.211 m (7.254 ft)        | Indonesia      |                                       |                                                      |
| *         | Mount Tahan              | 2.187 m (7.175 ft)        | Malaysia       |                                       |                                                      |
| *         | Mount Korbu              | 2.183 m (7.162 ft)        | Malaysia       |                                       |                                                      |
| *         | Mount Yong Belar         | 2.180 m (7.152 ft)        | Malaysia       |                                       |                                                      |
| *         | Doi Chiang Dao           | 2.175 m (7.136 ft)        | Thái Lan       |                                       |                                                      |
| *         | Mount Chamah             | 2.171 m (7.123 ft)        | Malaysia       |                                       |                                                      |
| *         | Mount Banahaw            | 2.170 m (7.119 ft)        | Philippines    |                                       |                                                      |
| *         | Galunggung               | 2.168 m (7.113 ft)        | Indonesia      |                                       |                                                      |
| *         | Phu Soi Dao              | 2.120 m (6.955 ft)        | Thái Lan Lào   |                                       |                                                      |
| *         | Mount Madjaas            | 2.117 m (6.946 ft)        | Philippines    |                                       |                                                      |
| *         | Buku Sibela              | 2.111 m (6.926 ft)        | Indonesia      |                                       |                                                      |
| *         | Mount Irau               | 2.110 m (6.923 ft)        | Malaysia       |                                       |                                                      |
| *         | Mount Benum              | 2.107 m (6.913 ft)        | Malaysia       |                                       |                                                      |
| *         | Mount Mantalingajan      | 2.085 m (6.841 ft)        | Philippines    |                                       |                                                      |
| *         | Phou Khe                 | 2.079 m (6.821 ft)        | Thái Lan Lào   |                                       |                                                      |
| *         | Mount Nangtud            | 2.074 m (6.804 ft)        | Philippines    |                                       |                                                      |
| *         | Myinmoletkat Taung       | 2.072 m (6.798 ft)        | Myanmar        |                                       |                                                      |
| *         | Mount Guiting-Guiting    | 2.058 m (6.752 ft)        | Philippines    |                                       |                                                      |
| *         | Bukit Batu Lawi          | 2.046 m (6.713 ft)        | Malaysia       |                                       |                                                      |
| *         | Mount Tapulao            | 2.037 m (6.683 ft)        | Philippines    |                                       |                                                      |
| *         | Doi Mae Tho              | 2.031 m (6.663 ft)        | Thái Lan       |                                       |                                                      |
| *         | Mount Isarog             | 2.000 m (6.562 ft)        | Philippines    |                                       |                                                      |
| *         | Doi Phu Kha              | 1.980 m (6.496 ft)        | Thái Lan       |                                       |                                                      |
| *         | Mount Baloy              | 1.958 m (6.424 ft)        | Philippines    |                                       |                                                      |
| *         | Mount Talinis            | 1.903 m (6.243 ft)        | Philippines    |                                       |                                                      |
| *         | Mount Mandalagan         | 1.885 m (6.184 ft)        | Philippines    |                                       |                                                      |
| *         | Bukit Pagon              | 1.850 m (6.070 ft)        | Brunei         |                                       |                                                      |
| *         | Khao Luang               | 1.840 m (6.037 ft)        | Thái Lan       |                                       |                                                      |
| *         | Phnom Aural              | 1.813 m (5.948 ft)        | Campuchia      |                                       |                                                      |
| *         | Mount Mambajao           | 1.713 m (5.620 ft)        | Philippines    |                                       |                                                      |
| *         | Mẫu Sơn                  | 1.600 m (5.249 ft)        | Vietnam        | Dãy núi Mẫu Sơn                       |                                                      |
| *         | Tam Đảo                  | 1.597 m (5.240 ft)        | Vietnam        | Dãy núi Tam Đảo                       |                                                      |
| *         | Mount Malinao            | 1.548 m (5.079 ft)        | Philippines    |                                       |                                                      |
| *         | Mount Labo               | 1.544 m (5.066 ft)        | Philippines    |                                       |                                                      |
| *         | Mount Silay              | 1.535 m (5.036 ft)        | Philippines    |                                       |                                                      |
| *         | Mount Popa               | 1.518 m (4.980 ft)        | Myanmar        |                                       |                                                      |
| *         | Mount Nuang              | 1,493 m (4,898 ft)        | Malaysia       |                                       |                                                      |
| *         | Mount Pinatubo           | 1.486 m (4.875 ft)        | Philippines    |                                       |                                                      |
| *         | Mount Mariveles          | 1.398 m (4.587 ft)        | Philippines    |                                       |                                                      |
| *         | Alto Peak                | 1.332 m (4.370 ft)        | Philippines    |                                       |                                                      |
| *         | Mount Masaraga           | 1.328 m (4.357 ft)        | Philippines    |                                       |                                                      |
| *         | Dãy Núi Ba Vì            | 1.296 m (4.252 ft)        | Việt Nam       | Dãy núi Hoàng Liên Sơn                |                                                      |
| *         | Mount Ledang             | 1.276 m (4.186 ft)        | Malaysia       |                                       |                                                      |
| *         | Núi Ten                  | 1.244 m (4.081 ft)        | Việt Nam       | Dãy núi Ten                           |                                                      |
| *         | Mount Jerai              | 1.217 m (3.993 ft)        | Malaysia       |                                       |                                                      |
| *         | Mount Malindig           | 1.160 m (3.806 ft)        | Philippines    |                                       |                                                      |
| *         | Mount Makiling           | 1.090 m (3.576 ft)        | Philippines    |                                       |                                                      |
| *         | Mount Malarayat          | 1.077 m (3.533 ft)        | Philippines    |                                       |                                                      |
| *         | Mount Arayat             | 1.026 m (3.366 ft)        | Philippines    |                                       |                                                      |
| *         | Núi Bà Đen               | 996 m (3.268 ft)          | Việt Nam       |                                       | 11°22′B 106°10′Đ / 11,367°B 106,167°Đ                |
| *         | Mount Maculot            | 957 m (3.140 ft)          | Philippines    |                                       |                                                      |
| *         | Krakatoa                 | 813 m (2.667 ft)          | Indonesia      | Eo biển Sunda                         | 6°06′07″N 105°25′23″Đ / 6,102°N 105,423°Đ            |
| *         | Mount Bombalai           | 531 m (1.742 ft)          | Malaysia       |                                       |                                                      |
| *         | Mount Agad-Agad          | 490 m (1.608 ft)          | Philippines    |                                       |                                                      |

Bởi vì có sự khác biệt định nghĩa phân vùng giữa địa lí chính trị và địa lí địa chất, đảo New Guinea và mũi đông nam của dãy núi Himalaya ở phía nam cao nguyên Thanh Tạng hoàn toàn không thuộc về Đông Nam Á ở trong một số định nghĩa địa chất học, đảo New Guinea thuộc về mảng Ấn - Úc, khu sinh học thuộc giới Australasia, về phương diện địa chất người ta đem nó quy vào châu Đại Dương. Cao nguyên Thanh Tạng thường được coi là một phần của Trung Á, dãy núi Himalaya trở thành ranh giới của Trung Á và Nam Á.
Nếu không bao gồm hai khu vực kể trên, núi Kinabalu nằm ở Borneo của Malaysia sẽ là núi cao nhất ở Đông Nam Á. Tuy nhiên, xét về phân vùng địa lí chính trị, thông thường sẽ đem nửa phần phía tây đảo New Guinea do Indonesia cai quản (tỉnh Tây Papua và tỉnh Papua) coi là một phần của châu Á, vì vậy bốn đỉnh núi ở Indonesia như Puncak Jaya, Sumantri,... sẽ cao hơn núi Kinabalu; nếu đem một phần lãnh thổ của Myanmar nằm ở cao nguyên Thanh Tạng coi là Đông Nam Á thì đỉnh núi Hkakabo Razi mới là đỉnh núi cao nhất.